# Спрингфілд (Іллінойс)
Спрингфілд (англ. Springfield) — місто (англ. city) в США, в окрузі Сенґамон штату Іллінойс, столиця штату. Населення — 114 394 особи (2020).

## Географія
Спрингфілд розташований за координатами 39°45′50″ пн. ш. 89°40′15″ зх. д. / 39.76389° пн. ш. 89.67083° зх. д. (39.763908, -89.670832). За даними Бюро перепису населення США в 2010 році місто мало площу 170,33 км², з яких 154,05 км² — суходіл та 16,27 км² — водойми.
Спрингфілд розташований на річці Сангамон, що протікає по залишеній після льодовика рівнині. В околицях міста розташоване штучне озеро Спрингфілд — велике водосховище, яке використовується для забезпечення міста водою, а також як місце відпочинку містян.

## Історія
Засноване в 1821 році.

## Промисловість
Розвинені сільськогосподарське машинобудування, приладобудування, харчова промисловість.

### Клімат
Спрінгфілд лежить на південній околиці зони помірно-континентального клімату, зі спекотним, дощовим літом та холодною, помірно-сніжною зимою. Навесні в околицях міста можливі торнадо, сам Спрингфілд піддавався їхнім ударам двічі — в 1957 і 2006 роках.
Жертвами торнадо 1957 року стали двоє людей. 12 березня 2006 року в Спрингфілді приблизно в тій же місцевості відбулися ще два торнадо, які не призвели до людських жертв. У лютому 2005 року Спрингфілд отримав федеральний грант для вдосконалення систем попередження торнадо. У листопаді 2006 року було встановлено нові сирени замість попередніх, які працювали несправно. Вартість нових сирен склала $983 000.
| Клімат : Спрингфілд                                                        | Клімат : Спрингфілд | Клімат : Спрингфілд | Клімат : Спрингфілд | Клімат : Спрингфілд | Клімат : Спрингфілд | Клімат : Спрингфілд | Клімат : Спрингфілд | Клімат : Спрингфілд | Клімат : Спрингфілд | Клімат : Спрингфілд | Клімат : Спрингфілд | Клімат : Спрингфілд | Клімат : Спрингфілд |
| Показник                                                                   | Січ.                | Лют.                | Бер.                | Квіт.               | Трав.               | Черв.               | Лип.                | Серп.               | Вер.                | Жовт.               | Лист.               | Груд.               | Рік                 |
| Абсолютний максимум, °C                                                    | 22,8                | 25,6                | 32,8                | 32,2                | 38,3                | 40,0                | 44,4                | 42,2                | 38,9                | 33,9                | 28,3                | 23,3                | 44,4                |
| Середній максимум, °C                                                      | 1,6                 | 4,4                 | 11,2                | 18,1                | 23,8                | 28,4                | 30,1                | 29,4                | 26,1                | 19,1                | 11,3                | 3,5                 | 17,3                |
| Середній мінімум, °C                                                       | −7,4                | −5,2                | 0,1                 | 5,8                 | 11,4                | 16,6                | 18,6                | 17,6                | 12,6                | 6,6                 | 1,1                 | −5,3                | 6,1                 |
| Абсолютний мінімум, °C                                                     | −30                 | −31,1               | −24,4               | −8,9                | −2,2                | 3,9                 | 8,9                 | 6,1                 | −0,6                | −10,6               | −19,4               | −29,4               | −31,1               |
| Середня кількість сонячних годин на місяць                                 | 160,7               | 158,7               | 186,5               | 225,8               | 281,2               | 308,0               | 320,7               | 291,0               | 248,4               | 214,0               | 140,2               | 129,3               | 2664,5              |
| Норма опадів, мм                                                           | 46                  | 46                  | 67                  | 89                  | 108                 | 113                 | 100                 | 82                  | 74                  | 80                  | 82                  | 64                  | 951                 |
| Днів з опадами                                                             | 9,1                 | 8,1                 | 10,7                | 11,3                | 11,7                | 10,2                | 8,6                 | 8,3                 | 7,4                 | 8,5                 | 9,6                 | 9,9                 | 113,4               |
| Днів зі снігом                                                             | 5,4                 | 3,9                 | 1,9                 | 0,3                 | 0,0                 | 0,0                 | 0,0                 | 0,0                 | 0,0                 | 0,1                 | 0,8                 | 4,5                 | 16,9                |
| Вологість повітря, %                                                       | 73.4                | 74.0                | 71.3                | 65.3                | 65.6                | 66.6                | 70.4                | 74.0                | 71.9                | 68.4                | 73.8                | 77.6                | 71.0                |
| -------------------------------------------------------------------------- | ------------------- | ------------------- | ------------------- | ------------------- | ------------------- | ------------------- | ------------------- | ------------------- | ------------------- | ------------------- | ------------------- | ------------------- | ------------------- |
| Джерело: NOAA (extremes 1879–present, sun and relative humidity 1961–1990) |                     |                     |                     |                     |                     |                     |                     |                     |                     |                     |                     |                     |                     |

## Демографія
Згідно з переписом 2010 року, у місті мешкало 116 250 осіб у 50 714 домогосподарствах у складі 28 489 родин. Густота населення становила 683 особи/км². Було 55729 помешкань (327/км²).
Расовий склад населення:
| - 75,8 % — білих - 18,5 % — чорних або афроамериканців - 2,2 % — азіатів - 0,2 % — корінних американців |

До двох чи більше рас належало 2,6 %. Частка іспаномовних становила 2,0 % від усіх жителів.
За віковим діапазоном населення розподілялося таким чином: 22,9 % — особи молодші 18 років, 62,8 % — особи у віці 18—64 років, 14,3 % — особи у віці 65 років та старші. Медіана віку мешканця становила 38,2 року. На 100 осіб жіночої статі у місті припадало 89,3 чоловіків; на 100 жінок у віці від 18 років та старших — 85,8 чоловіків також старших 18 років.
Середній дохід на одне домашнє господарство становив 68 289 доларів США (медіана — 49 868), а середній дохід на одну сім'ю — 86 795 доларів (медіана — 67 168). Медіана доходів становила 51 327 доларів для чоловіків та 40 061 долар для жінок. За межею бідності перебувало 19,5 % осіб, у тому числі 30,5 % дітей у віці до 18 років та 7,3 % осіб у віці 65 років та старших.
Цивільне працевлаштоване населення становило 55 211 осіб. Основні галузі зайнятості: освіта, охорона здоров'я та соціальна допомога — 28,7 %, публічна адміністрація — 14,4 %, роздрібна торгівля — 10,5 %, науковці, спеціалісти, менеджери — 9,2 %.

## Міста-побратими
- Ашікага (яп. 足利市), Японія
- Кілларні (англ. Killarney), Ірландія
- Сан-Педро (ісп. San Pedro), Мексика
- Філлах (нім. Villach, словен. Beljak), Австрія

## Галерея

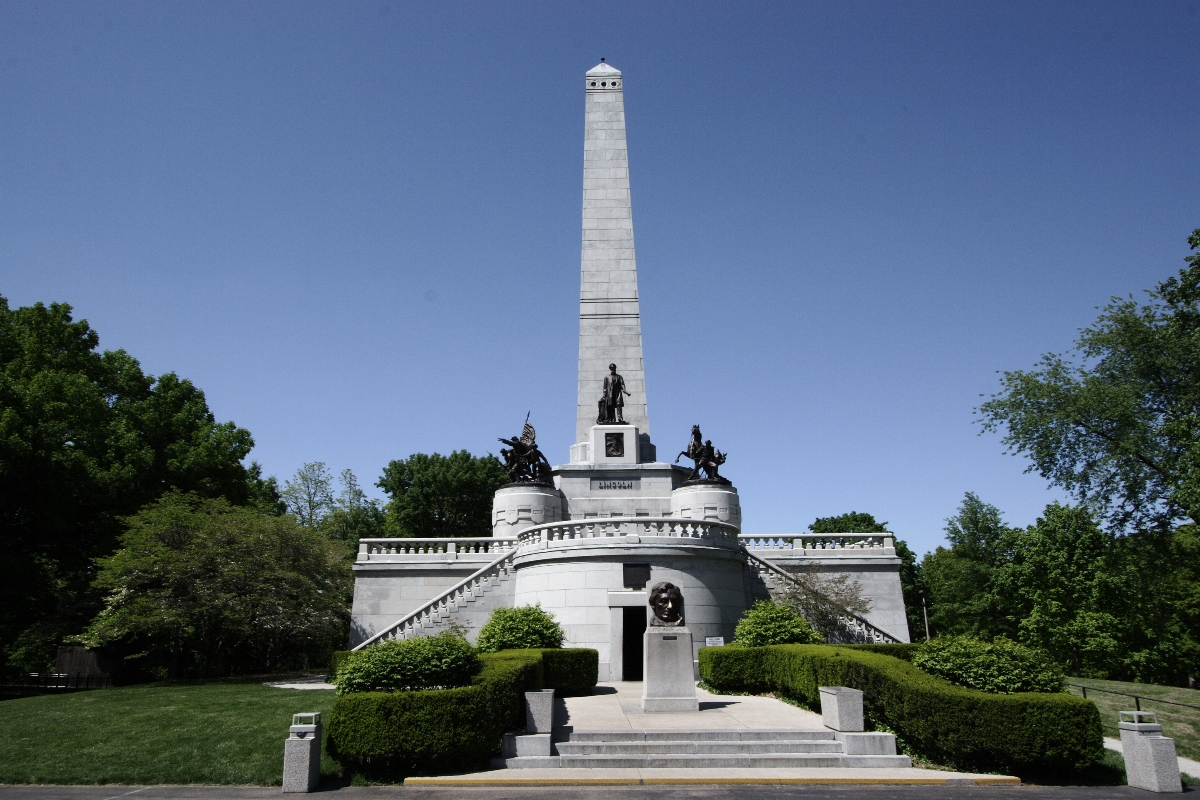
Могила Авраама Лінкольна
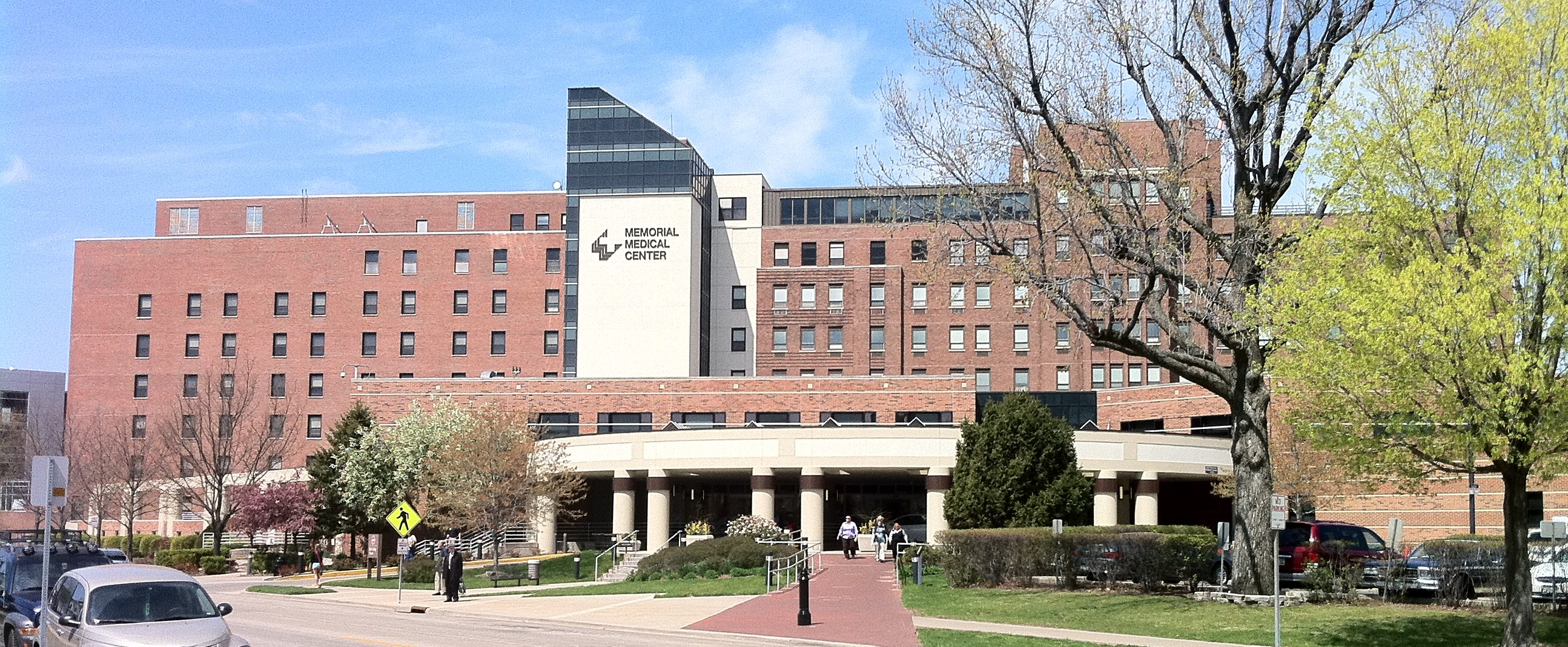
Медичний центр
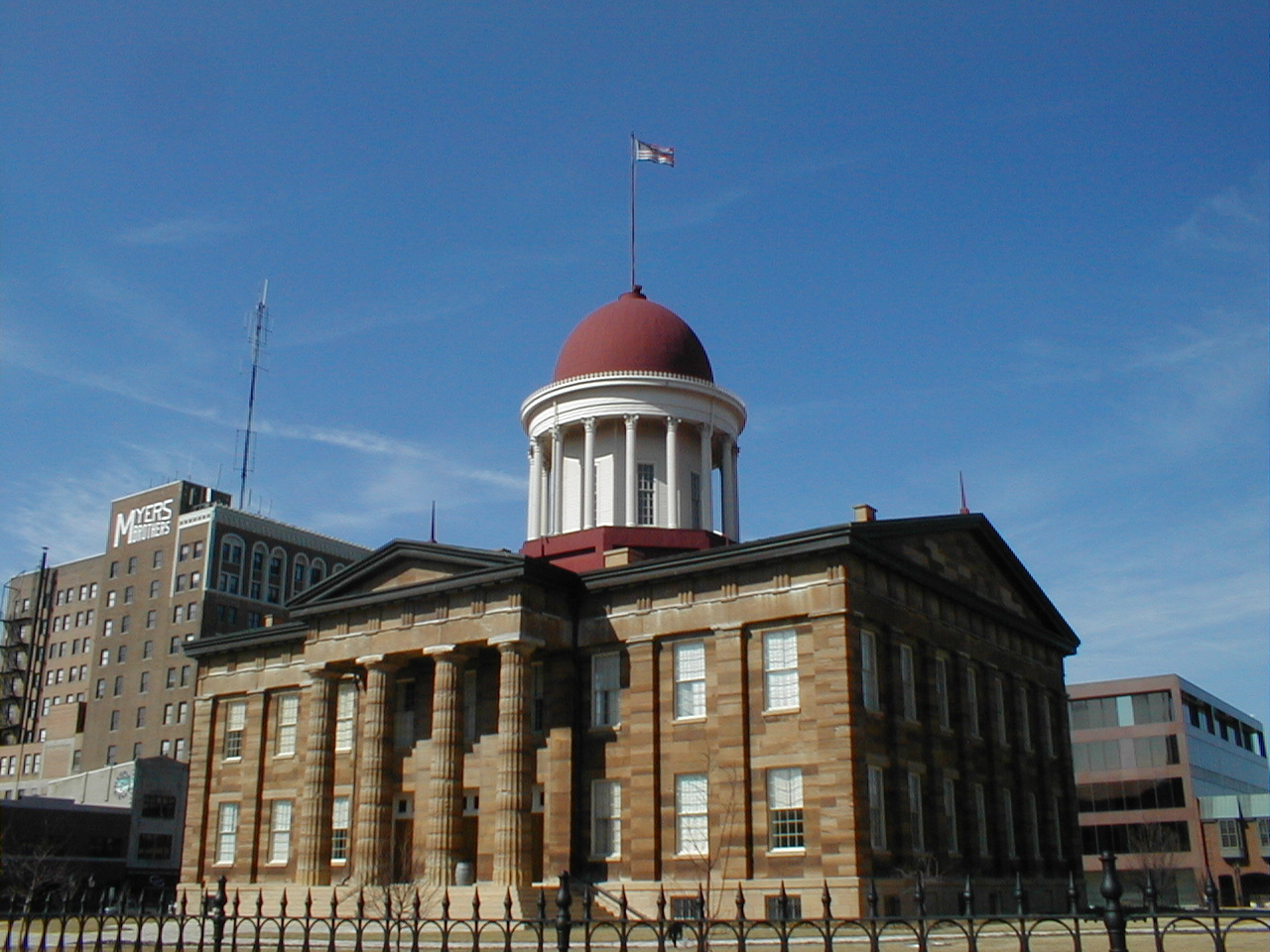
Стара будівля Капітолія